# Aphrodisziasz
Aphrodisziasz (/ æfrədɪsiəs /; ókori görög nyelven: Ἀφροδισιάς Aphrodisiás) ókori görög város török Anatólia Caria kulturális régiójában. Közelében található a modern Geyre falu, mintegy 100 km-rel keletre az Égei-tenger partján, és 230 km-rel délkeletre Izmir.

## Nevének eredete
Aphrodisziasz a szerelem görög istennőjének Aphroditének nevét kapta. Mielőtt a város Aphrodisziasz néven ismertté vált volna, három korábbi neve is volt: Lelegón Polisz (Λελέγων πόλις), Megalé Polisz (Μεγάλη Πόλις),  és Ninoé (Νινόη). Valamikor 640 előtt, a késő ókorban, a Bizánci Birodalom idején, a várost átnevezték Sztaurupolisz (Σταυρούπολις, "a kereszt városa") névre. 2017-ben Aphrodisziasz felkerült az UNESCO világörökségi listájára. 

## Története

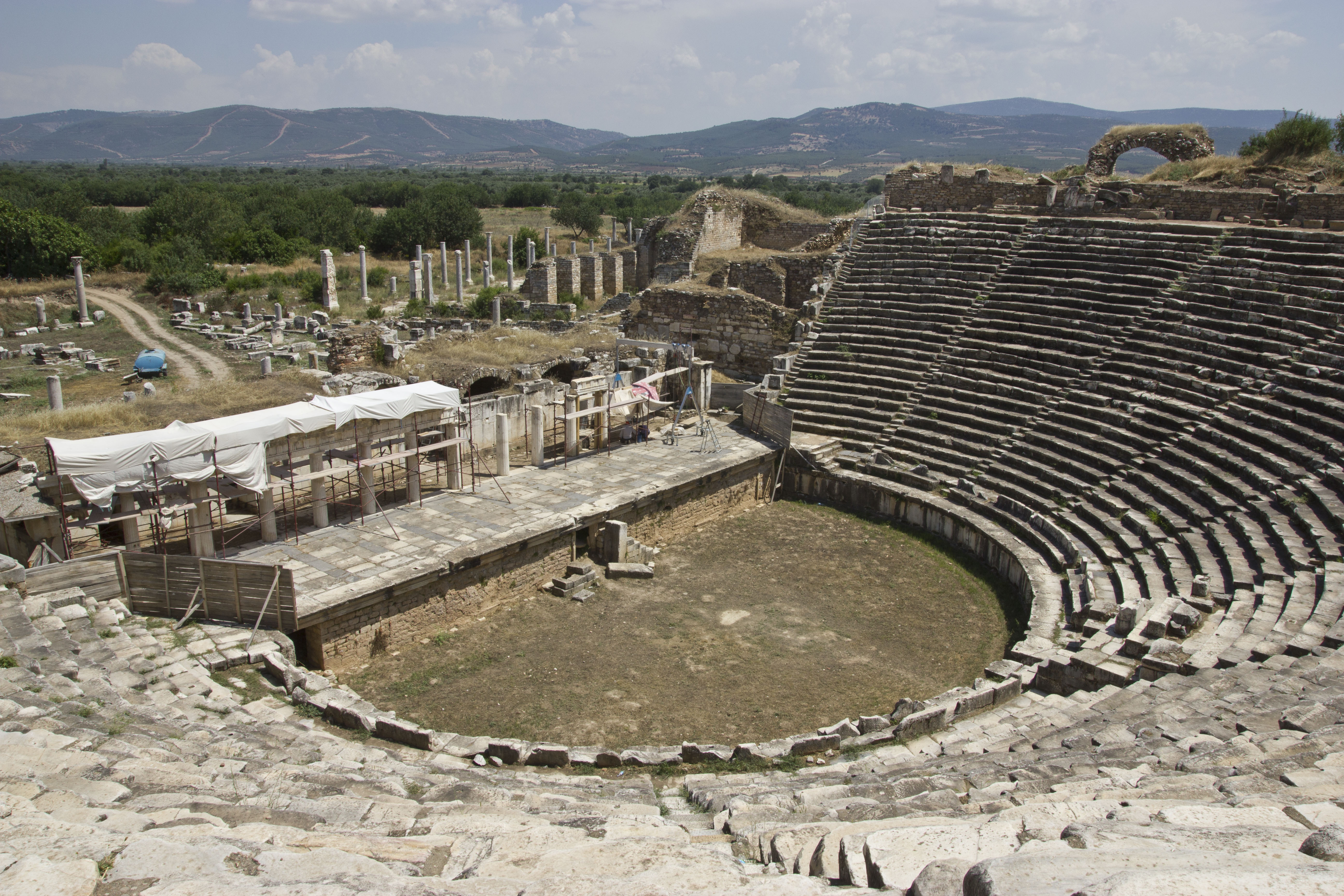

A település helyén már a korai bronzkorban (i. e. 2800-2200) is lakott hely volt, az itt végzett feltárások leletei szerint.
Aphrodisas fénykorát azonban a hellenisztikus korban, majd a római időkben élte. Karia provincia legfőbb városa volt; vallási, kulturális és szellemi központ. Építészetének és szobrászatának helyzeti előnyt jelentett, hogy a várostól alig 2 km-rel keletre kiváló minőségű kékesszürke márványbányák voltak. Az afrodisziaszi márványból készült szobrokat megtalálták a római és a görög műemlékek között is miből következtethető, hogy itt neves szobrásziskola működhetett.
A várost a 7. század elején földrengés pusztította el, és soha nem nyerte vissza korábbi jólétét, egy kis erődített településsé épült csak újjá az ősi színház helyén. A bizánci időkben a város egy adminisztratív egység (Dioikézis) székhelye volt. 
1188-ban a várost a lázadó Theodore Mankaphas csapatai, majd 1197-ben a szeldzsuk törökök újra lerombolták. Végül a 13. század végére a török hatalom alá került. 
Mivel a terület egy földrengés zónában van, számos alkalommal károsodott, különösen a 4. és 7. század súlyos földrengéseiben. A 7. századi földrengésből pedig Aphrodisias soha nem tudott teljes mértékben újjáépülni, a régi város egy része fölé a modern Geyre falu épült; a 20. században néhány házat eltávolítottak az ősibb város felfedezésére, ezért egy új Geyre épült a régitől egy rövid távolságra.

## Régészet
Aphrodisias régészeti feltárása csak a 20. század elején indult meg. Kezdeti történetéről kevés adat maradt fenn, de a feltárás során kora bronzkori leletek is előkerültek.
A romterület mintegy 520 hektár területet foglal el egy a tenger szintjétől mintegy 600 méter magasságban fekvő síma platón.
A feltárások során kiásták a várost övező közel 3 km hosszú védőfal megmaradt szakaszait a keleti és nyugati városkapu maradványaival együtt. A város legfőbb építménye azonban az Aphrodité-templom volt, melyet a késő hellenisztikus időkben építettek, majd a római korban, Hadrianus császársága idején (i.sz. 2. század) részben átépítettek.
A templom közelében 1962-ben találtak rá az 500 személyes odeon - zenei színház - romjaira, ettől délre pedig a hatalmas méretű, kb. 205x120 méteres teret körbefogó agorára. A középületek közül a legnagyobb méretű a stadion, mely ugyancsak fennmaradt teljes terjedelmében a város északnyugati részén.

## Galéria

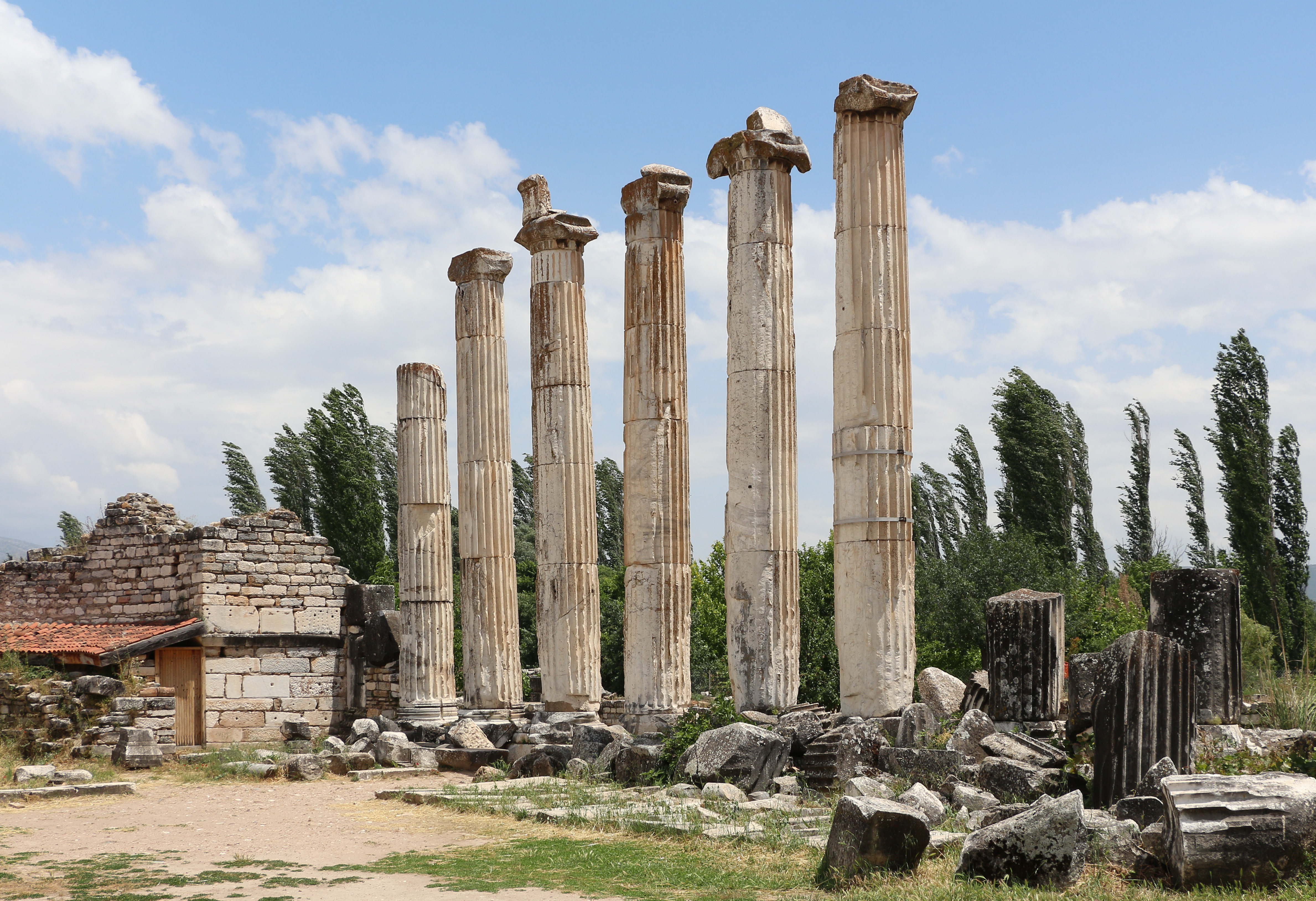
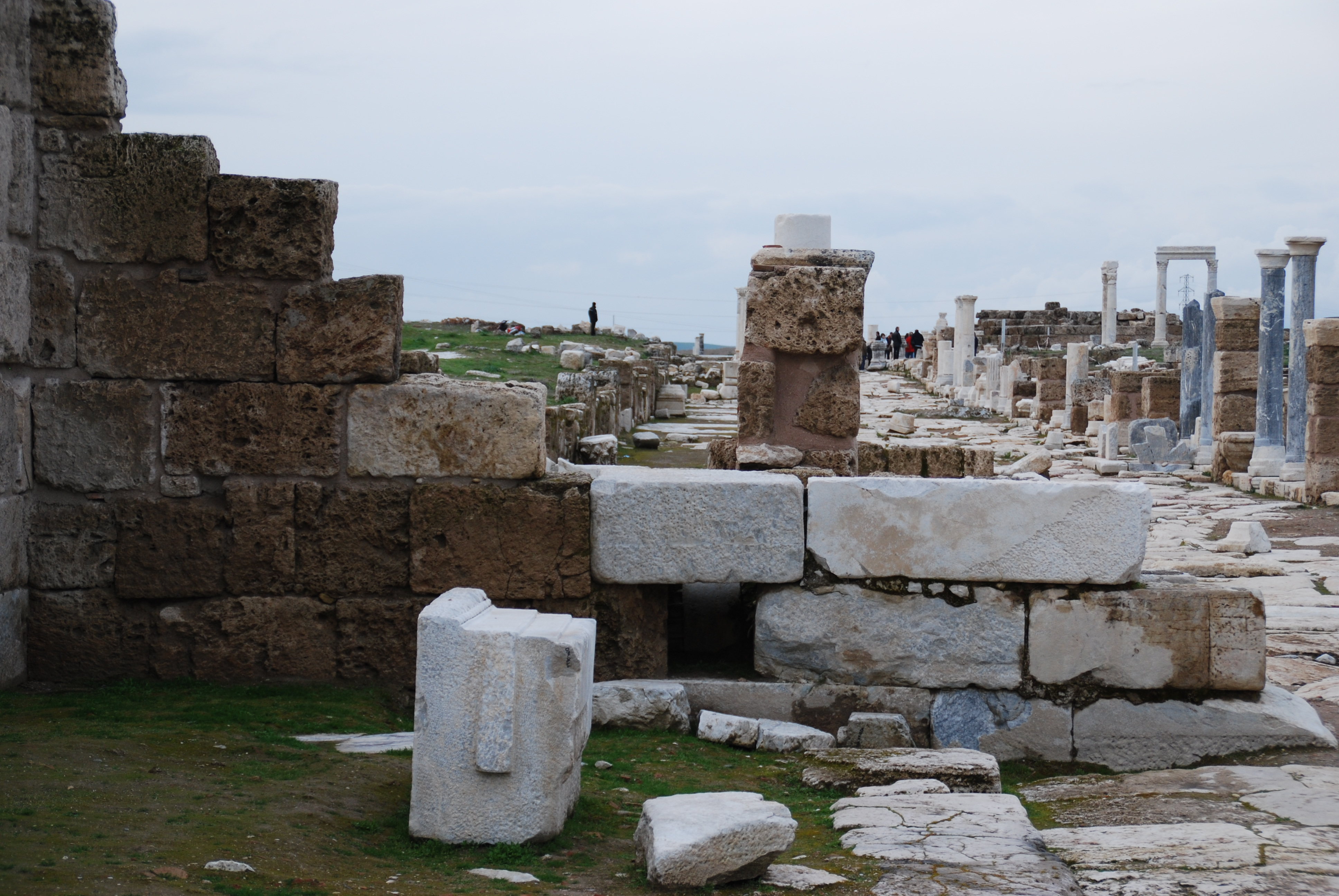
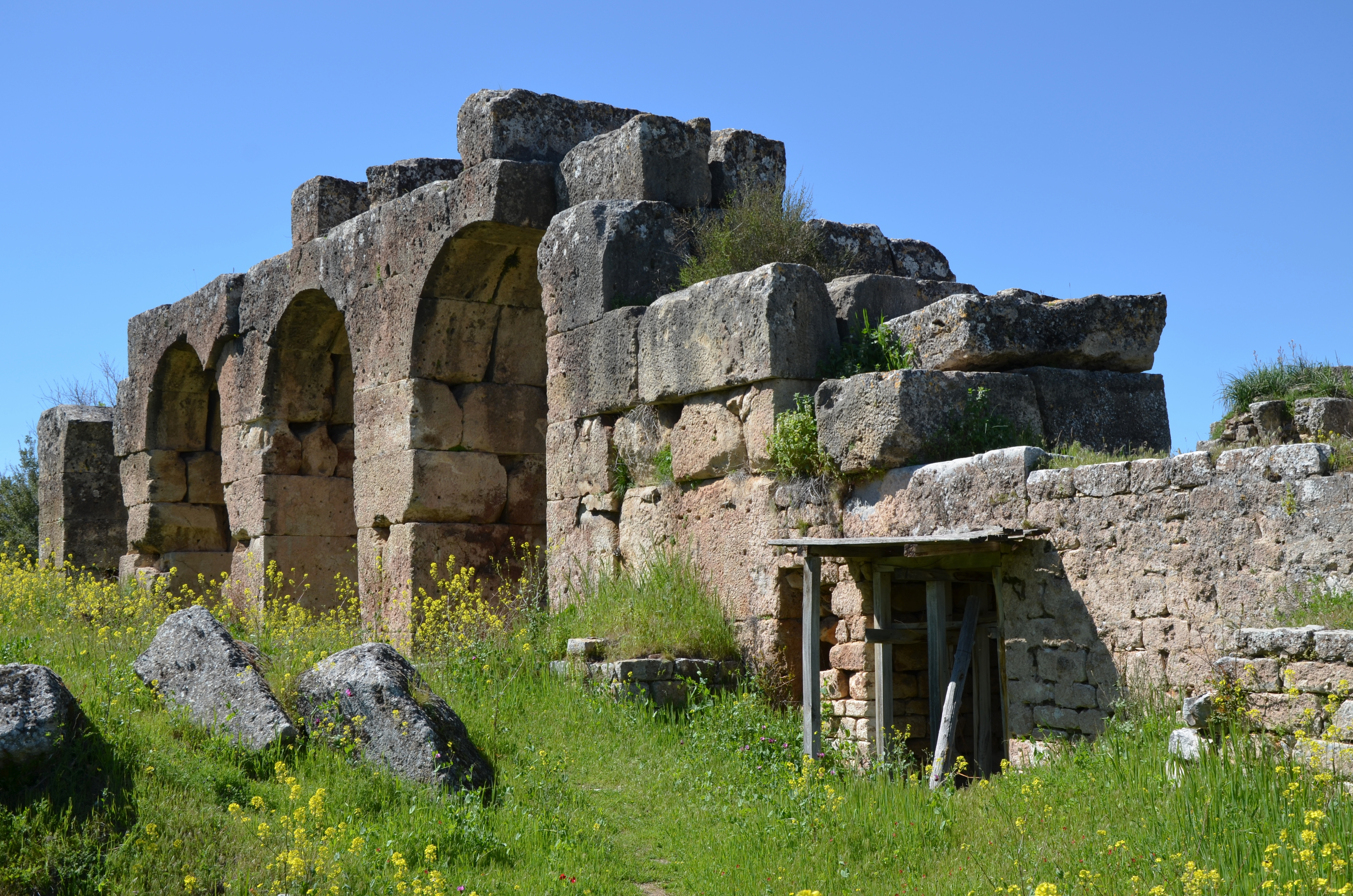
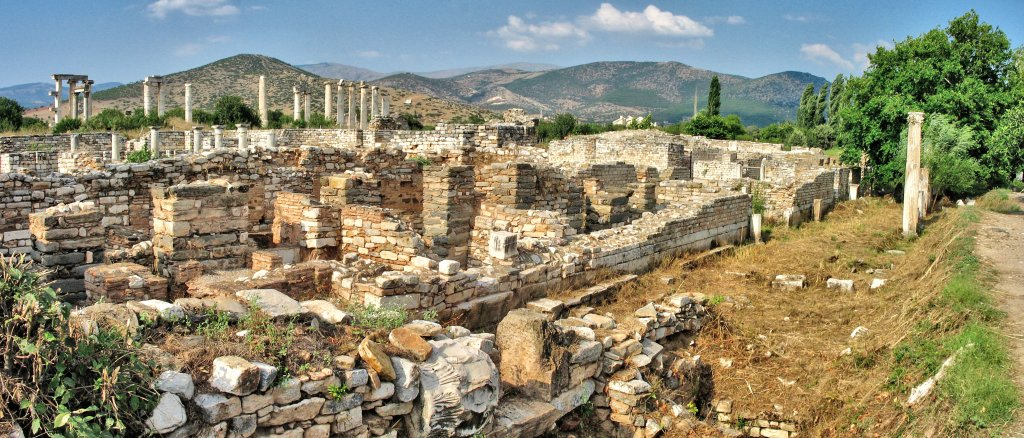
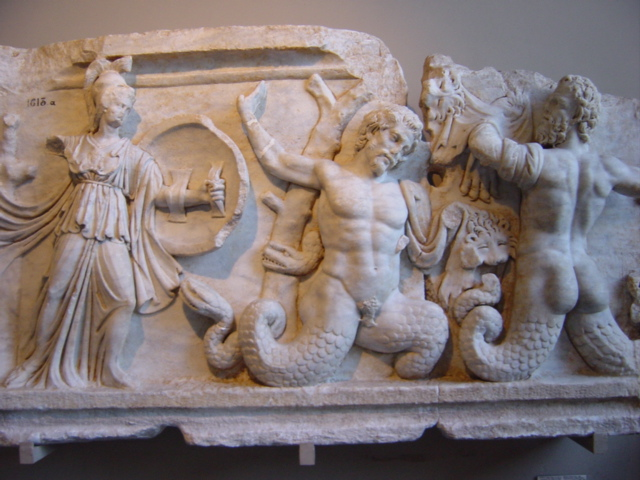
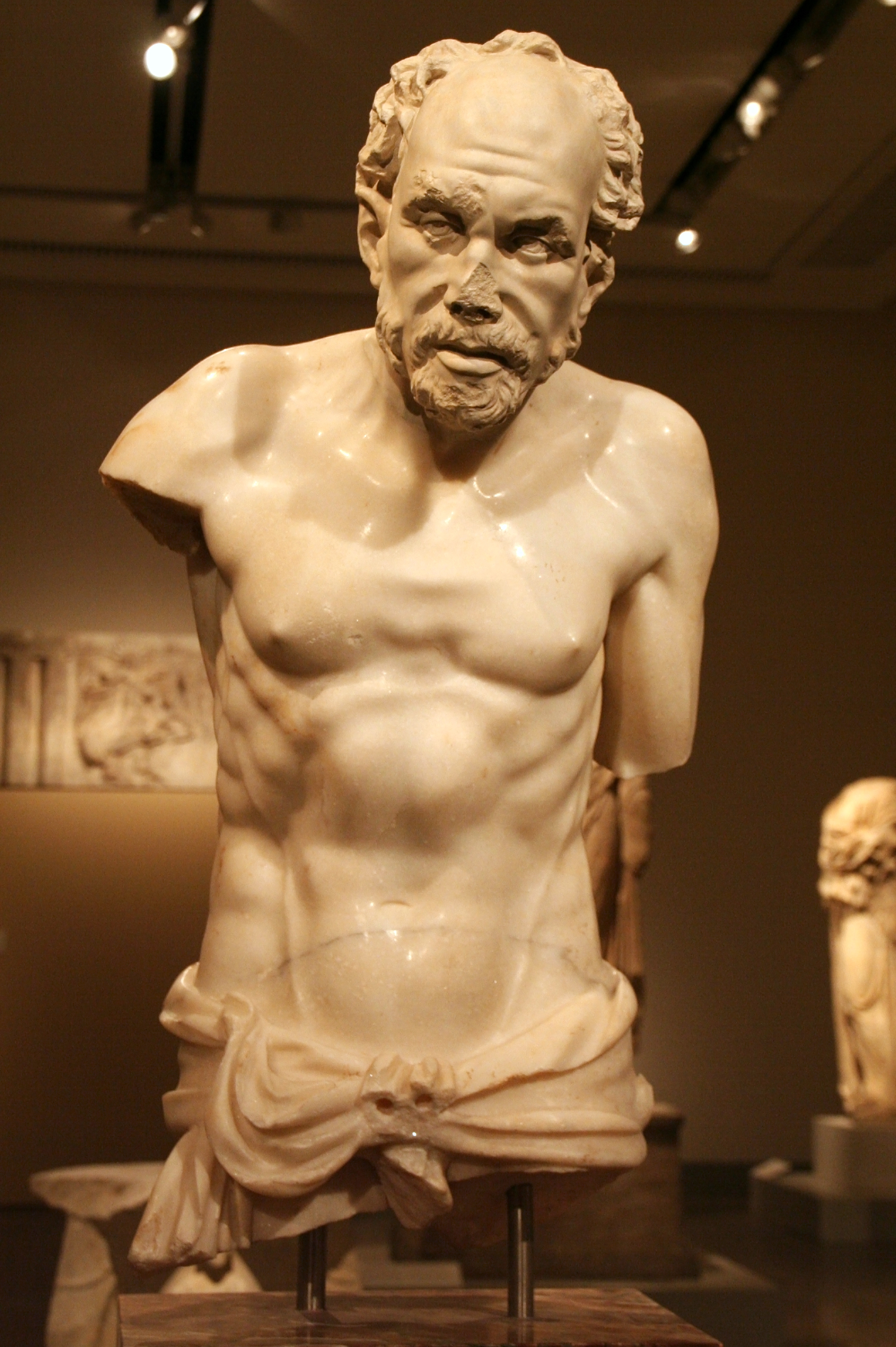
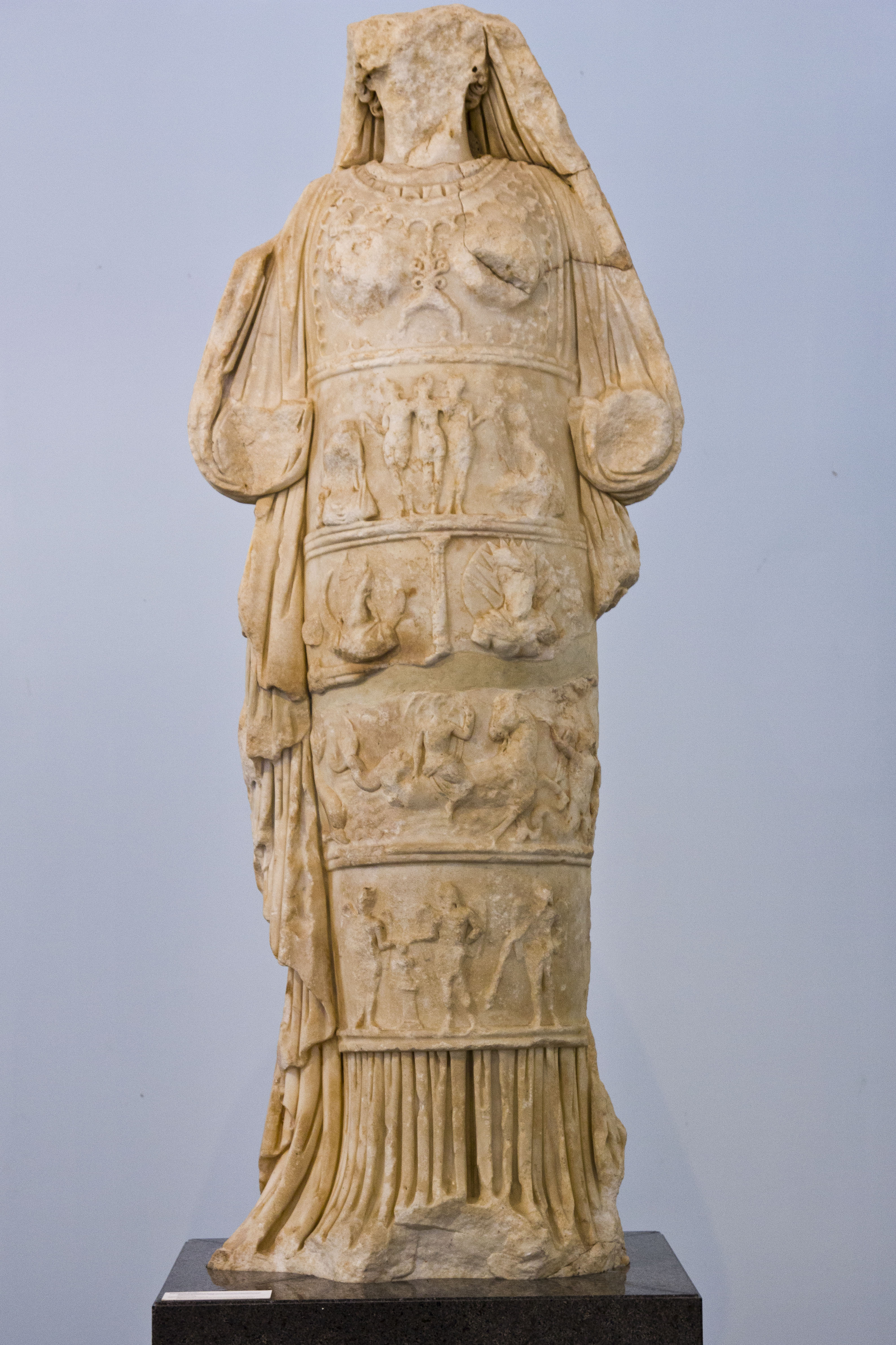